# Distensibilidad
La distensibilidad es una medida de la rigidez de los vasos sanguíneos. Se define como
{\displaystyle D={\frac {d_{sys}-d_{dias}}{(p_{sys}-p_{dias})d_{dias}}}},
donde {\displaystyle d_{sys}} y {\displaystyle d_{dias}} son el diámetro del vaso en sístole y diástole, y {\displaystyle p_{sys}} y {\displaystyle p_{dias}} son la presión arterial sistólica y diastólica.